# Bartolomeo da Varignana
Bartolomeo da Varignana est un médecin italien, né à Varignana, près de Bologne, et mort après 1321.

## Biographie
Bartolomeo da Varignana conduisit plusieurs autopsies dans les premières années du XIVe siècle après s'être formé à la médecine à l'université de Bologne, où le théâtre anatomique du palais de l'Archiginnasio conserve une statue de lui.
Après la création de l'université de Pérouse en 1308, il y enseigna la médecine avec Tommaso del Garbo et Gentile da Foligno.